# Двоголівочка шилоподібна
{{#ifeq:0|0|{{#if:Dicranella subulata|{{#if:|[[]}}|[[]]}}}}
Двоголівочка шилоподібна (Dicranella subulata) — вид мохів порядку дикранальних (Dicranales).

## Поширення
Батьківщиною є Європа, Північна Америка, Азія.
Населяє вологий ґрунт на берегах, часто в скелястих місцях на низьких і середніх висотах.

## Характеристика
Рослини 3–10 мм, шовковисті, жовтуваті. Листки до 2 мм, ланцетні, поступово шилуватіі; краї прямі, іноді дрібно зубчасті на крайній вершині та неясно зубчасті біля з’єднання основи та леза. Вид дводомний. Коробочкові ніжки червоні, 9–13 мм, червонуваті, з віком темніють. Коробочка 0.7–1 мм, нахилена, асиметрична, смугаста. Спори 16–18 мкм, дрібношорсткі. Коробочки дозрівають навесні та влітку.

## Галерея

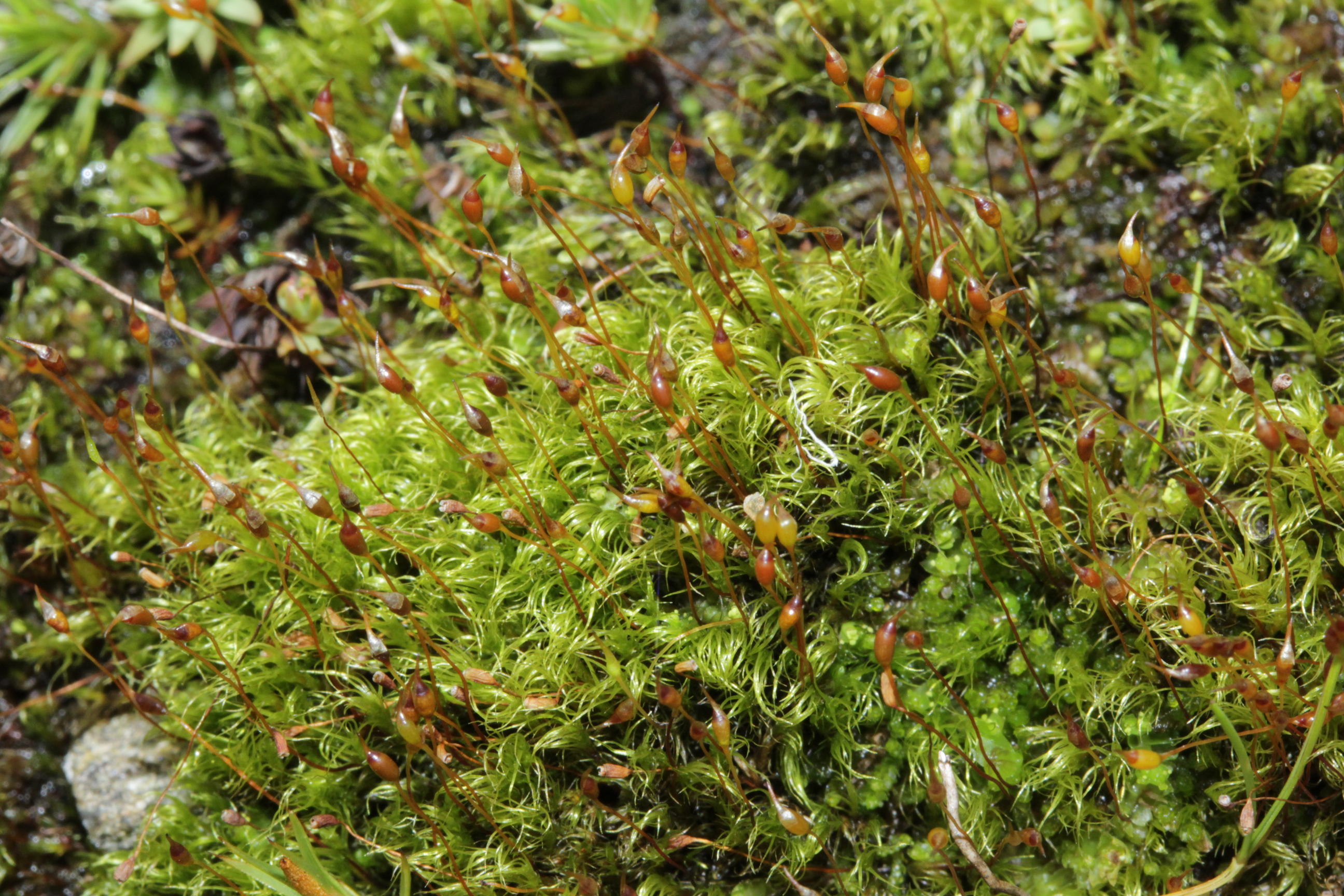
Загальний вигляд
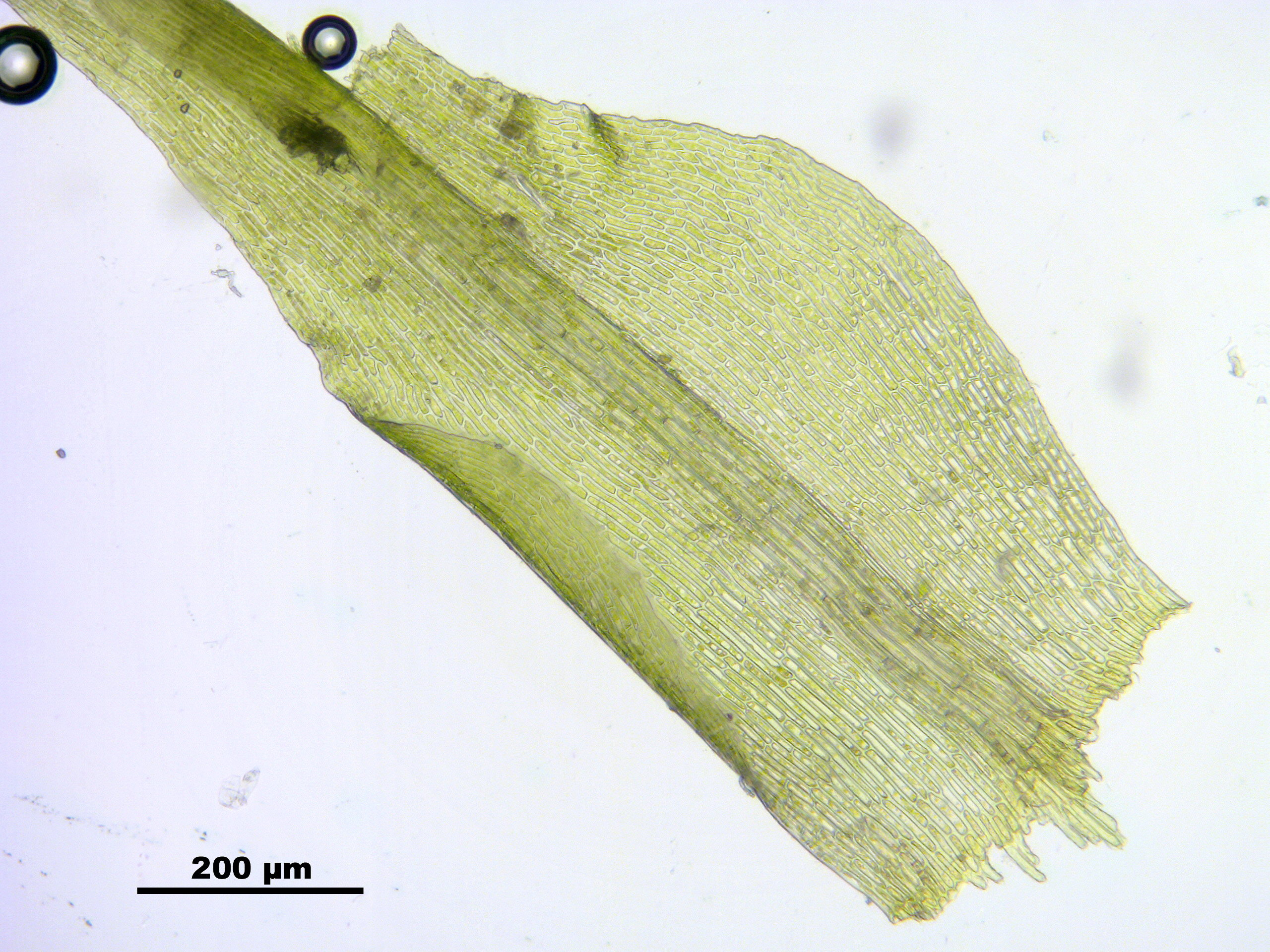
Листок
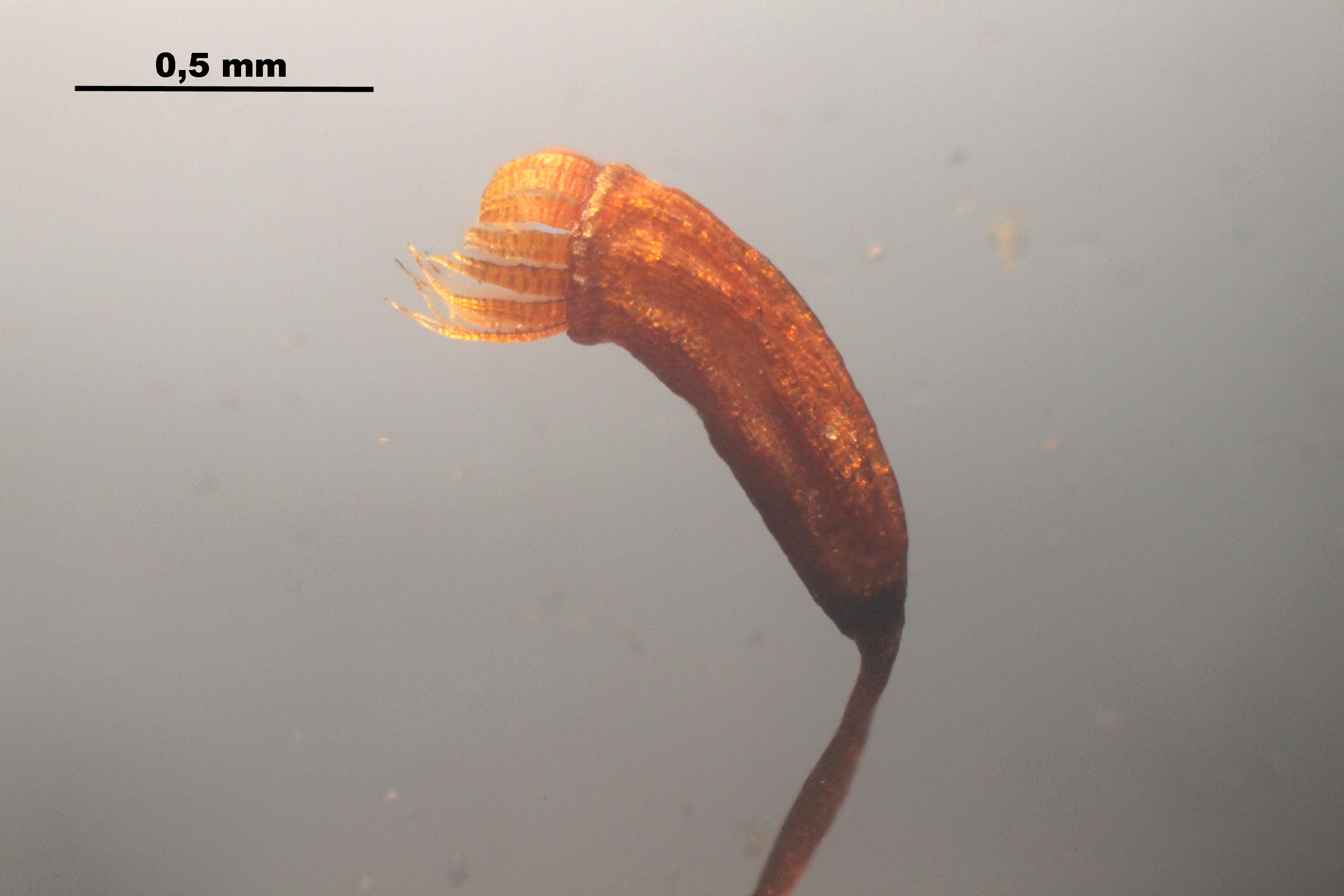
Розкрита коробочка